# دی‌فنامیزول
دی‌فنامیزول (انگلیسی: Difenamizole) (INN؛ نام تجاری Pasalin؛ نام رمز رشدی پیشین AP-14) یک داروی ضد التهابی غیراستروئیدی (NSAID) و مسکن از گروه پیرازولون مربوط به متامیزول است. دارای خواص مونوآمینرژیک، از جمله مهار مونوآمین اکسیداز، افزایش افزایش سطح دوپامین ناشی از پارژیلین، مهار آزادسازی دوپامین مخطط ناشی از K+، و مهار جذب مجدد دوپامین است.